# Süleyman Özdamar
Süleyman Özdamar (* 25. Februar 1993 in Izmir) ist ein türkischer Fußballspieler.

## Karriere

### Verein
Özdamar kam in Konak, einem zentralen Stadtteil der westtürkischen Millionenmetropole Izmir auf die Welt. Hier begann er in der als Talentschmiede bekannten Nachwuchsabteilung von Altay Izmir mit dem Vereinsfußball. 2008 erhielt er einen Profivertrag, spielte aber weiterhin zwei Spielzeiten lang für die Nachwuchs- bzw. Reservemannschaft seines Vereins. Zur Saison 2010/11 verpflichtete ihn der Erstligist Gaziantepspor. Bei diesem Verein wurde er nur in einer Pflichtspielpartie eingesetzt und ansonsten entweder an andere Vereine ausgeliehen oder in der Reservemannschaft des Vereins eingesetzt.
Im Frühjahr 2014 verließ Özdamar nach dreieinhalb Jahren Gaziantepspor und wechselte stattdessen zum Istanbuler Drittligisten Bayrampaşaspor. Zur Saison 2015/16 verpflichtete ihn Gaziantepspor zum zweiten Mal.
Gaziantepspor gab Özdamar bereits nach einer Saison an den Zweitligisten Giresunspor ab. Dieser lieh ihn bereits nach einem Tag nach der Vertragsunterschrift an Bayrampaşaspor aus.

### Nationalmannschaft
Özdamar startete seine Nationalmannschaftskarriere 2008 mit einem Einsatz für die türkische U-15-Nationalmannschaft. Nachfolgend durchlief er bis zur türkischen U-19-Nationalmannschaft alle Altersstufen der türkischen Jugendnationalmannschaften. Mit der türkischen U-17-Nationalmannschaft nahm er an der U-17-Weltmeisterschaft 2009 teil und erreichte mit seinem Team das Viertelfinale.

## Erfolge
Mit der türkischen U-17-Nationalmannschaft
- Viertelfinalist der U-17-Weltmeisterschaft: 2009